# 草山御賓館
草山御賓館是位於台灣台北市士林區的建築，位於陽明山中山樓的附近，為台灣日治時期的建築，修建於1923年為了迎接日本皇太子（後來的裕仁天皇）行啟而修建，裕仁造訪臺灣時曾在此休憩。現為台北市市定古蹟，日式木造屋已頹圮呈荒廢狀態。

## 歷史
陽明山昔稱草山，草山御賓館最早稱為「草山御休憩所」，俗稱「太子亭仔」。大正12年（1923年）1月，確定皇太子裕仁將在同年巡視臺灣，當時臺灣有不少建築工程以「皇太子殿下行啟」之名而興建，草山御休憩所即是為了直接接待裕仁而興建的建築之一，隨後竣工於3月25日，位於台北州七星郡士林街草山字磺溪內89番地；4月25日的11時至13時，抵臺巡視的裕仁在遊訪草山時便在此休憩。1924年增建日本家屋，昭和8年（1933年）被正式稱為草山「御貴賓館」，皇族宮家未造訪時，偶有臺灣總督府之高官前來使用。
據1923年《臺灣行啟記錄》記載，最初建造的木造主屋洋館占地51坪，設有御休憩室、次間、廁所、浴室及車寄，土地面積約2490坪，另設有15坪傭人平房；建造費用28814元63錢，由財團法人臺灣救濟團出資，大正12年（1923年）1月20日開始施工，同年3月25日完工。同時並修繕台北城至士林的「敕使街道」，士林至草山之草山道路改建，及草山經紗帽山至北投溫泉浴場之新建道路工程。
1945年日本戰敗之後，為長官公署接收，改名為「草山第一賓館」，轉為中國國民黨黨政高層御用賓館。1950年草山更名為陽明山，此時再改名為「陽明山第一賓館」。1958年當時裝甲兵司令蔣緯國延請一名西德裝甲兵將軍，協助臺灣軍整訓，此時陽明山第一賓館便充當西德裝甲兵將軍的官舍。1965年之後變成考試院長孫科官邸。1973年孫科逝世後，其子孫治平、孫治強繼續沿用，直至1997年房屋老舊不堪居住，前後共32年，孫家後人搬離而閒置至今。1998年7月22日，被指定為台北市宅第類市定古蹟。
草山御賓館閒置以來因缺乏修繕，日式木造屋頹圮，2016年文化部同意依新版「文化資產保存法」，無償撥用給臺北市政府自行負擔修繕及活化。2019年，該建築進行第一期搶修工程，暫時建置鋼棚架防鏽避免殘餘結構倒塌，修復再利用計畫則委託徐裕健建築師事務所規劃。
2023年，歷跨部門協調，中央與北市府達成共識，由管理單位國發會委託文化局進行修復工程，主體修復工程將投入新臺幣1億3600萬元，並預計於2026年完工。

## 內部配置
草山御賓館的建築群可分三部分：
- 大正12年（1923年）3月25日落成之木造「洋館」，採日式尺間法設計。
- 大正13年（1924年）7月31日增建完成木造「日本家」屋，形成「一洋一和」的建築空間。
- 民國57年（1968年）王大閎建築師設計之磚造「洋房」

### 庭園構成元素
因裕仁皇太子年輕時專攻植物學，所以在構築草山御休憩所時，對庭園特別用心，以池泉、石組及植栽，構成日式庭園風格。
- 池泉：水池分上下池，面積約80平方公尺，池泉設計符合「四神相應」的思想，以東川、西路、南池、北山的概念構成。

- 石組：分別有瀧石組（不動石）、島石組（蓬萊仙島造型）、護岸石組、亂杭、飛石、敷石及石燈籠。

- 植栽：以主要由假儉草構成的草坪，及龍柏、茶梅、金毛杜鵑、皋月杜鵑所組成的灌木叢，樹叢旁皆搭配安山石塊。並選用具南洋風味的植物，如筆筒樹、蒲葵、觀音棕竹等，襯托洋館建物。